# Jean Desbordes
Pour les articles homonymes, voir Desbordes.
Jean Desbordes est un écrivain et poète français né à Rupt-sur-Moselle (Vosges) le 3 mai 1906 et mort à Paris le 6 juillet 1944.

## Biographie

### Années de jeunesse
Jean Desbordes est né dans une famille protestante. Il fréquente l'école primaire de Rupt-sur-Moselle, puis le collège de Remiremont. Élève brillant, il passe avec succès son baccalauréat. Jusqu'en 1925, il habite à la campagne. À part sa mère, ses sœurs et ses bêtes, il ne voit personne.
Passionné de littérature, il tombe, dans sa solitude, sur un livre de Jean Cocteau, Le Grand Écart. Subjugué par cet écrit, il lui envoie une lettre sous le pseudonyme de « Jean De List » avec quelques feuillets que lui-même a écrit. Jean Cocteau lui répond : « Ton feu met le feu aux pages… Calme toi… ». S'ensuit une correspondance enfiévrée pendant un an. En 1926, il devient le secrétaire de Jean Cocteau et entretient avec lui une relation amoureuse. Il loge, à Paris, dans une maison meublée au 23, rue Henri-Rochefort, mais on le trouve plus souvent au 9, rue Vignon au domicile de Jean Cocteau qui réalise une série de portraits de lui. Ils seront exposés avec des illustrations pour Œdipe-Roi et publiés en 1929 à 213 exemplaires sous le titre 25 dessins d'un dormeur le représentant endormi en costume de marin.
Après sept ans de vie commune, il quitte Cocteau et s'installe chez sa mère et sa sœur. Il se marie le 12 août 1937 avec Madeleine Peltier.

### Écrivain
Jean Desbordes écrit en juin 1928 l'essai poétique J'adore, préfacé et lancé bruyamment par Jean Cocteau ; celui-ci lui réserve même un rôle au cinéma dans son film Le Sang d'un poète, réalisé en 1930.
Il publie entre autres Les Tragédiens, un roman en 1931, La Mue, une pièce en 1935 jouée trois ans plus tard à la Comédie-Française sous le titre de L'Âge Ingrat et Le Vrai Visage du marquis de Sade en 1939.
Il est reçu à la Société des gens de lettres le 27 avril 1938.

### Résistance
Sous l'occupation allemande, Jean Desbordes entre en résistance en janvier 1943 dans le Réseau Franco-polonais F2. Rapidement il est nommé chef du secteur Nord et Normandie sous le pseudonyme de Duroc. Il surveille les mouvements maritimes de la Manche, à partir des bases sous-marines, mais aussi l'arsenal, les fortifications et les terrains d'aviation de Cherbourg. Les informations transmises par le secteur Duroc ont contribué au succès du débarquement allié de juin 1944 en Normandie.
Mais la surveillance allemande se resserre. Il est arrêté le 5 juillet 1944 avec 26 autres personnes du réseau franco-polonais F2, sauvagement torturé par les auxiliaires français de la police allemande (Gestapo) dirigés par l'allemand Friedrich Berger.
Il meurt sous la torture, sans avoir parlé, dans la nuit du 5 au 6 juillet 1944,.

## Distinctions et hommages
- Médaille de la Résistance française (décret du 31 mars 1947)[14].
- Croix d'Or de Virtuti Militari (Pologne) à titre posthume, comme Wlodzimierz Kaczorowski[15].
- Son nom est gravé au Panthéon dans la liste des écrivains morts pour la France pendant la guerre 1939-1945.
- En 2016, à la suite d'une action menée par Marie-Jo Bonnet, historienne, et les enfants de victimes de la Gestapo de la rue de la Pompe, le Conseil de Paris a adopté la proposition « tendant à l’apposition d’une plaque en hommage aux résistants torturés 180 rue de la Pompe à Paris, 16e »[Note 1],[16],[17],[18].

## Publications

### Essai poétique
- J'adore, Grasset, 1928.

### Théâtre
- La Mue, Stock, 1935.

### Roman
- Les Tragédiens, Grasset, 1931.
- Les Forcenés, Gallimard, 1937. Réédition : Interstices Édition, 2022, avec une préface de Marie-Jo Bonnet, "Messieurs, laissez-moi, vous allez me tuer!" La mort de Jean Desbordes, alias Duroc,  (ISBN 9 782956 756958)
- Le Crime de la rue Royale, Gallimard, 1938.

### Biographie
- Le Vrai Visage du Marquis de Sade, Éditions de la Nouvelle Revue Critique, 1939.

## Pour approfondir